# Келарев, Юрий Иванович
Юрий Иванович Келарев — советский хозяйственный, государственный и политический деятель.

## Биография
Родился в 1929 году в Москве. Член КПСС с 1954 года.
С 1953 года — на хозяйственной, общественной и политической работе. В 1953—1977 гг. — ассистент кафедры технологии горного машиностроения, первый секретарь Ленинского РК ВЛКСМ г. Москвы, ответственный работник ЦК ВЛКСМ, заместитель заведующего, заведующий организационным
отделом РК КПСС, заместитель председателя Октябрьского райисполкома, секретарь, второй секретарь Октябрьского райкома партии, первый секретарь Зеленоградского РК КПСС, заведующий отделом машиностроения Московского городского комитета КПСС.
Делегат XXIII, XXIV и XXV съездов КПСС.
За архитектурные комплексы Зеленограда был в составе коллектива удостоен Государственной премии СССР в области литературы, искусства и архитектуры 1975 года.
Умер в Москве в 1977 году.